# Osaka-Jo Hall
Osaka-Jo Hall (jap. 大阪城ホール Ōsaka-jō Hōru) lub Osaka Castle Hall – hala widowiskowa w dzielnicy Chūō-ku, w Osace, w Japonii. Znajduje się ona w parku otaczającym zamek Ōsaka (Ōsaka-jō).
Obiekt został otwarty w 1983 roku, może pomieścić maksymalnie 16 000 widzów. W sumie jego powierzchnia wynosi 36 351 m².
W Osaka-Jo Hall odbywają się zarówno różne wydarzenia sportowe, np. zawody judo oraz rozrywkowe, np. Disney on Ice, jak i koncerty. W Hali tej wystąpili m.in.: Oasis, Elton John, Kiss, Bruce Springsteen, Kylie Minogue, Whitney Houston, Deep Purple, Rainbow, U2, Sting, Iron Maiden, Alice in Chains Celine Dion, Bryan Adams, Foo Fighters, Stevie Wonder, Eric Clapton, Billy Joel, Janet Jackson i Mariah Carey. Poza tym wystąpiło wielu japońskich artystów, w tym: Dir En Grey, Ai Ōtsuka, Ellegarden, Ayumi Hamasaki, Tokyo Jihen oraz Janne Da Arc. Każdego roku ok. 10 000 ludzi przychodzi do hali, aby usłyszeć wykonanie IX symfonii Beethovena.

## Galeria

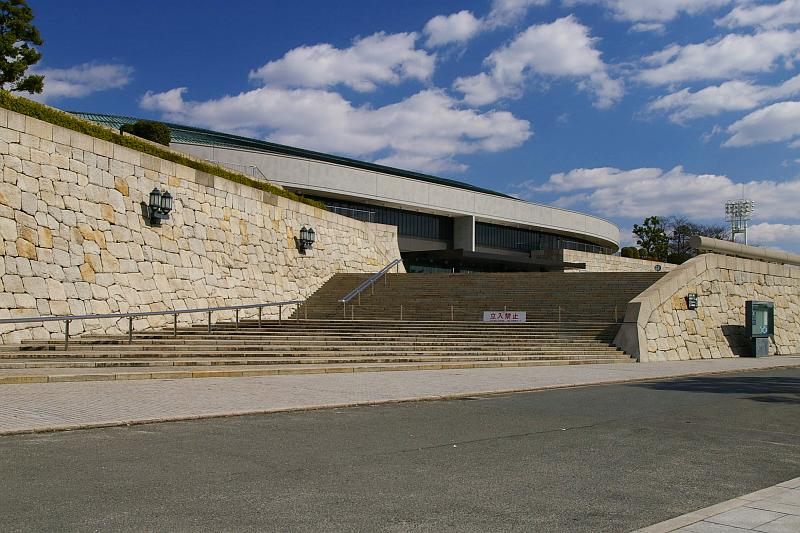
Wejście do Osaka-Jo Hall
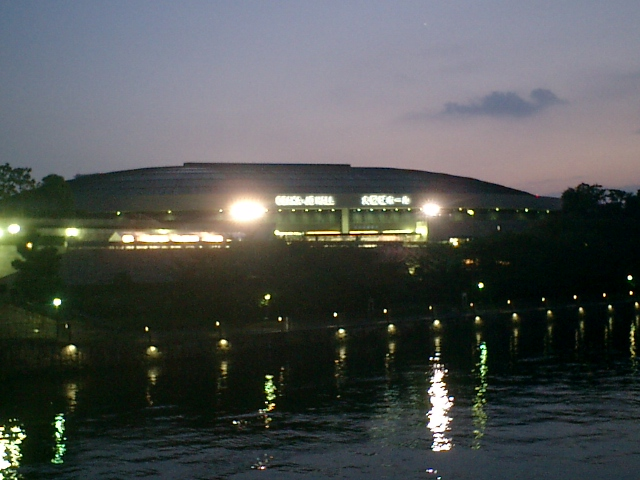
Widok Hali nocą
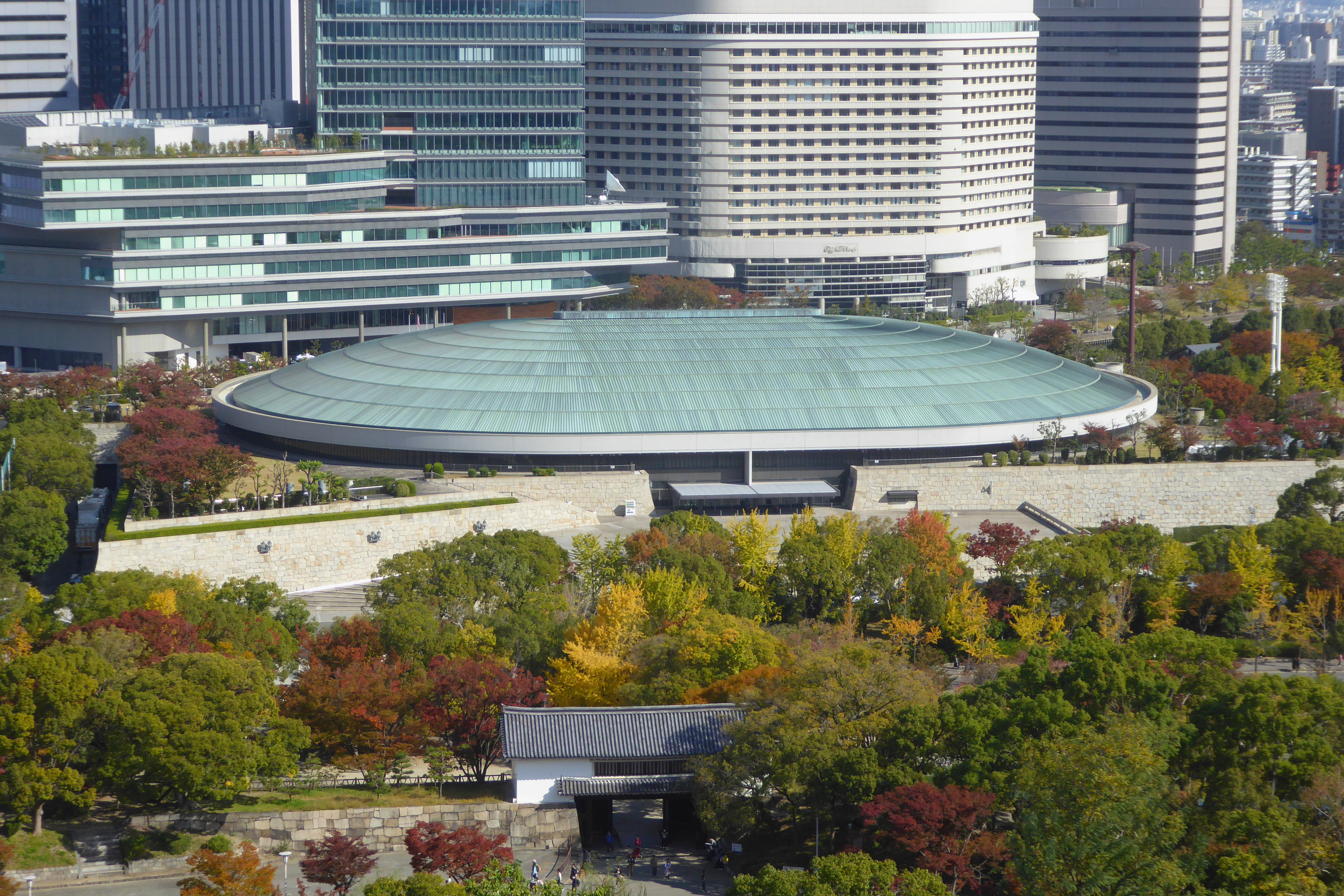
Widok Hali z wieży zamkowej